# Saint-Aubin-des-Ormeaux
Saint-Aubin-des-Ormeaux là một xã ở tỉnh Vendée trong vùng Pays de la Loire, Pháp. Xã này có diện tích 12,63 km², dân số năm 2006 là 1236 người. Xã này nằm ở khu vực có độ cao trung bình 120 mét trên mực nước biển.

## Biến động dân số
| Năm | 1962 | 1968 | 1975 | 1982 | 1990  | 1999  | 2006  |
| --- | ---- | ---- | ---- | ---- | ----- | ----- | ----- |
| Dân số | 745  | 766  | 700  | 835  | 1 027 | 1 150 | 1 236 |
| From the year 1962 on: No double counting—residents of multiple communes (e.g. students and military personnel) are counted only once. |      |      |      |      |       |       |       |